# Melby Sogn (Halsnæs Kommune)
 For alternative betydninger, se Melby Sogn. (Se også artikler, som begynder med Melby Sogn)
Melby Sogn er et sogn i Frederiksværk Provsti (Helsingør Stift).
I 1800-tallet var Melby Sogn et selvstændigt pastorat. Det hørte til Strø Herred i Frederiksborg Amt. Melby sognekommune blev ved kommunalreformen i 1970 indlemmet i Frederiksværk Kommune, der ved strukturreformen i 2007 indgik i Halsnæs Kommune.
I Melby Sogn ligger Melby Kirke.
I sognet findes følgende autoriserede stednavne:
- Asserbo (bebyggelse)
- Evetofte (bebyggelse, ejerlav)
- Hanehoved (bebyggelse)
- Hyllingebjerg (bebyggelse)
- Hågendrup (bebyggelse, ejerlav)
- Klostermarken (bebyggelse)
- Liseleje (bebyggelse)
- Melby (bebyggelse, ejerlav)
- Møllevang (bebyggelse)
- Præstelodden (bebyggelse)
- Ramsbjerg (bebyggelse)
- Tollerup (bebyggelse, ejerlav)
- Tollerup Overdrev (bebyggelse)